# Pajares de Pedraza
Pajares de Pedraza es una localidad perteneciente al municipio de Arahuetes, en la provincia de Segovia, comunidad autónoma de Castilla y León, España. En 2021 contaba con 12 habitantes.
En su término se sitúan los restos del Molino de Vecemoro, posible despoblado.

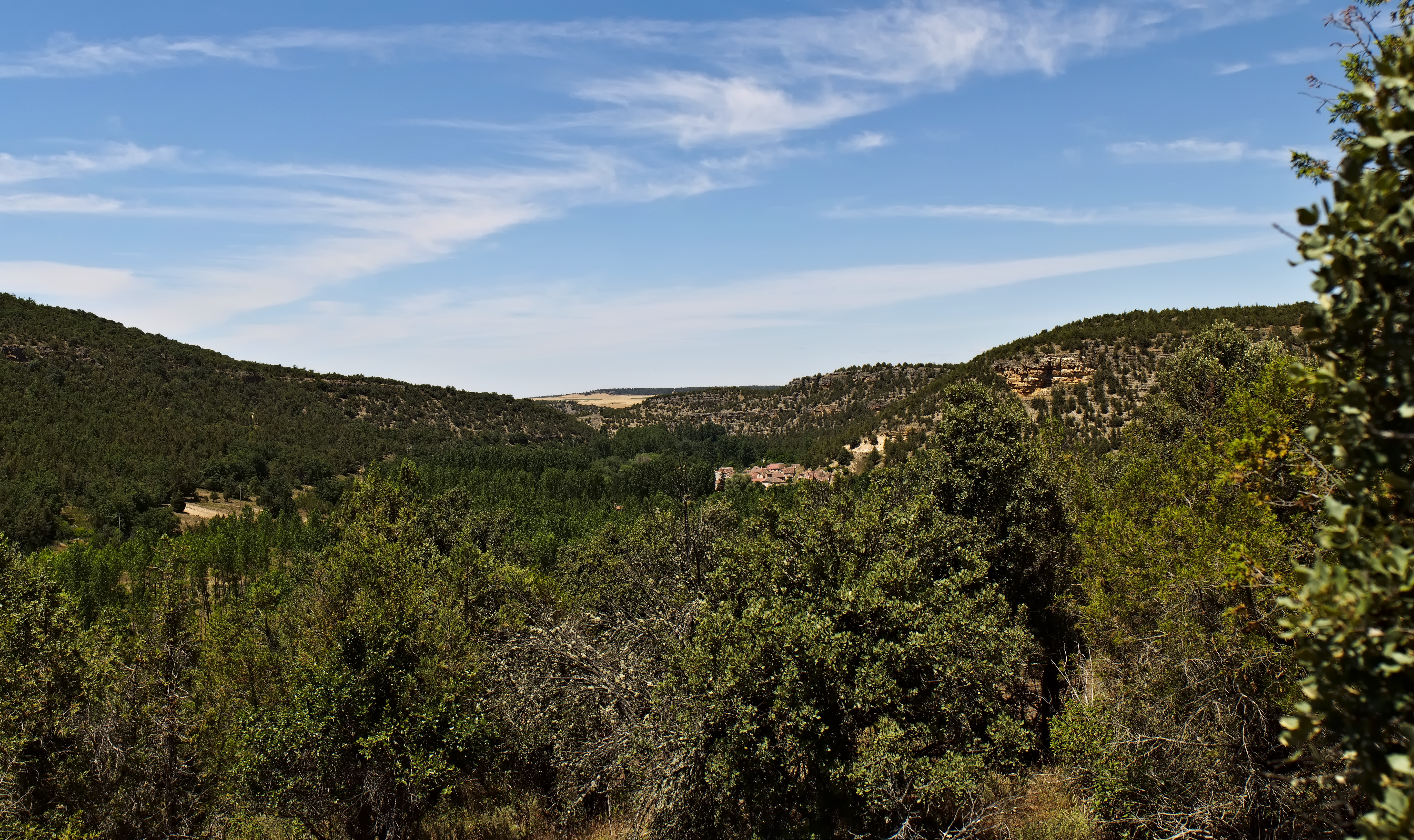
Vista de la localidad desde el sureste

## Orografía
La orografía pajareña tiene relieves apreciables, pues el pueblo está situado en un valle dominado por dos elevados cerros por el Este y Oeste, donde confluyen el río Cega y el arroyo Santa Águeda. Al lado del pueblo discurre por una amplia vega el río Cega, que nace en el Puerto de Navafría y cuyas aguas contribuyen a aumentar el caudal del río Duero al confluir en Viana de Cega. El pueblo se encuentra presidido por una gran peña de roca caliza llamada Peña del Tuero.
La parte alta la forma la estepa pedregosa y pobre y los páramos cubiertos por matorrales, donde abunda el tomillo y el espliego. Las pronunciadas laderas están cubiertas de sabinas y enebros y ya en el fondo del valle encontramos encinas. También tenemos algunos pinares que en otoño permiten la recogida de setas de cardo y nícalos.
En el fondo del valle, enmarcando el río, vegetan restos de bosque galería, con árboles característicos de las riberas como los álamos, chopos, zargateras, fresnos y sauces. Junto a ellos brotan las zarzas silvestres.

## Historia
Su fundación es de origen medieval, como miembro de la Comunidad de Villa y Tierra de Pedraza, villa situada a 6 kilómetros. Se llamó solamente Pajares hasta el siglo XIX cuando a fin de diferenciarla de otras poblaciones españolas de mismo nombre se la añadió "de Pedraza" en referencia su pertenencia a esa comunidad.
Fue un municipio independiente hasta 1847, cuando se fusionó con el vecino pueblo de Arahuetes , de similar población y tamaño, fue en Arahuetes donde finalmente se ubicó la sede del nuevo ayuntamiento, pasando a ser considerado Pajares un agregado de este.
A falta de ayuntamiento propio, existe una asociación de vecinos, con local propio, desde 2003.

## Demografía
En 2021 contaba con 12 habitantes, cifra que contrasta con la de 1828 de 148 personas.
Evolución de la población
| Gráfica de evolución demográfica de Pajares de Pedraza entre 1828 y 2023 |
| |
| Población según el Diccionario geográfico-estadístico de España y Portugal de Sebastián Miñano. Población de derecho (1842 que es población de hecho) según los censos de población del siglo XIX. Población residente (1842-2020) según los censos de población del INE. Población según el padrón municipal de 2023 del INE. |

## Fauna

### Aves
El ave más espectacular de la zona son los buitres leonados que se acomodan en las numerosas peñas que hay en la montaña, pero también pueden encontrarse alimoches, halcones peregrinos, cernícalos vulgares, águilas calzadas, azores, ratoneros, milanos, ánades, lechuzas, mochuelos, perdices, como aves más singulares.

### Mamíferos
Pequeños mamíferos como el tejón, la garduña, la comadreja, la jineta, el zorro, la liebre y el conejo, el hurón, son frecuentes en el valle, sin dejar de lado numerosos micromamíferos como la musaraña y los murciélagos.

## Cultura

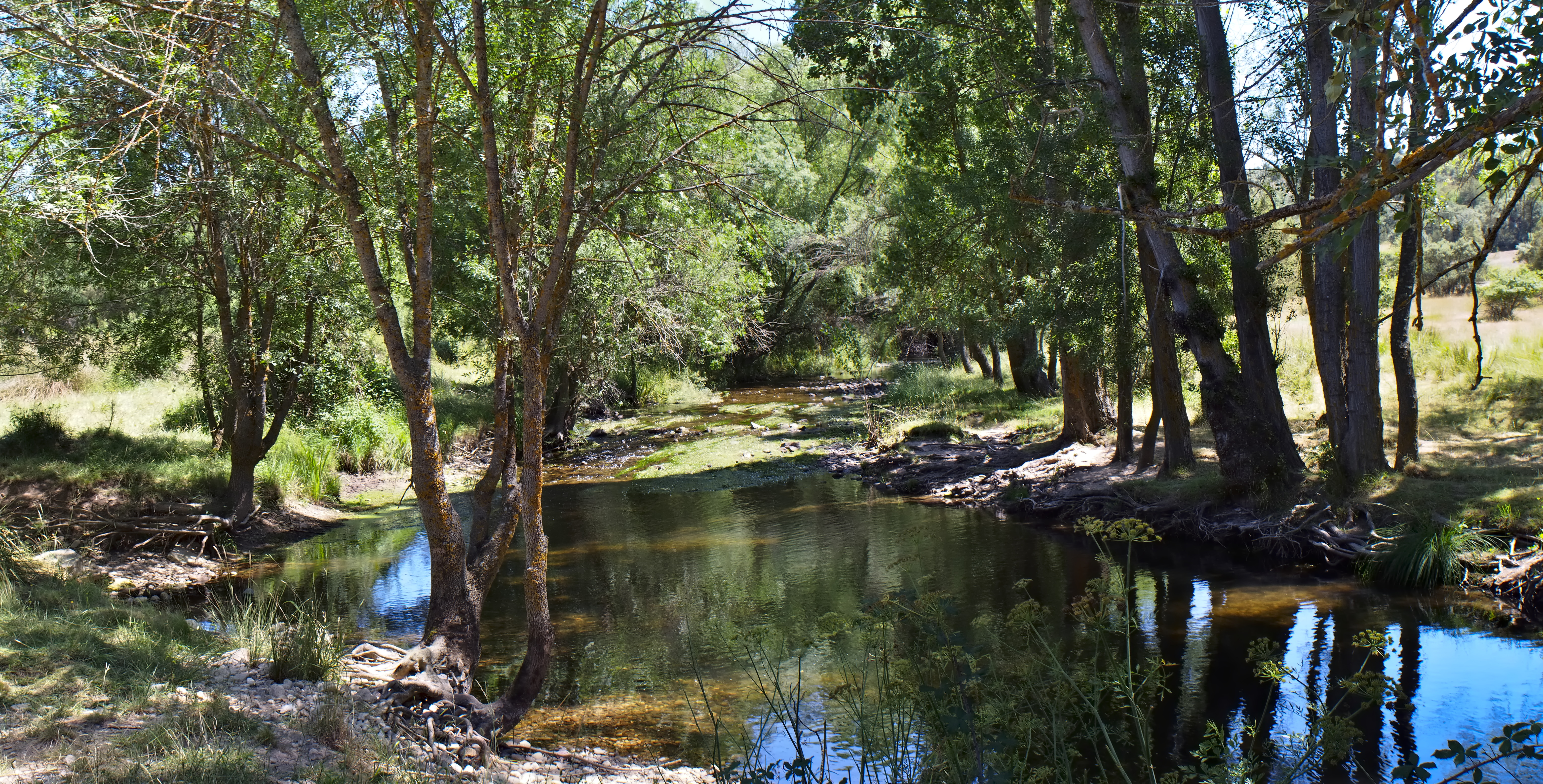
Entorno del río Cega en la localidad

### Patrimonio
- Iglesia parroquial románica de San Gregorio de Tours;[3]
- Ermita de Santa Justa y Santa Rufina. Destaca su planta rectangular con ábside curvo y tramo recto;
- Potro de herrar;
- Ruinas del Molino de Vecemoro, que puede tratarse también de un despoblado;
- Senda de los Pescadores en el entorno natural del río Cega.[2]

### Fiestas
- San Gregorio, último fin de semana de Agosto
- San Juan Bautista, el 24 de junio.[2]